# Вогулка (приток Няра)
Вогулка — река в России, протекает в Александровском и Кизеловском районах Пермского края. Устье реки находится в 14 км по правому берегу реки Няр. Длина реки составляет 11 км. До впадения Полуденной Вогулки также называется Каменная Вогулка.
Исток реки на восточных склонах хребта Белый Спой (отроги Среднего Урала) в болоте Вогульское в 20 км к востоку от центра города Александровск. Река течёт на юго-восток, всё течение проходит в ненаселённой местности, среди холмов, покрытых тайгой. Скорость течения быстрая, характер — горный. Верхнее течение реки лежит в Александровском районе, нижнее — в Кизеловском. Приток — Полуденная Вогулка (правый).

## Данные водного реестра
По данным государственного водного реестра России относится к Камскому бассейновому округу, водохозяйственный участок реки — Кама от города Березники до Камского гидроузла, без реки Косьва (от истока до Широковского гидроузла), Чусовая и Сылва, речной подбассейн реки — бассейны притоков Камы до впадения Белой. Речной бассейн реки — Кама.
Код объекта в государственном водном реестре — 10010100912111100008694.